# Giochi della IV Olimpiade
I Giochi della IV Olimpiade (in inglese Games of the IV Olympiad), noti anche come Londra 1908, si sono svolti a Londra, nel Regno Unito, dal 27 aprile al 31 ottobre 1908. In origine la città scelta per ospitare l'Olimpiade era Roma, ma per motivi finanziari questa rinunciò all'organizzazione a seguito della devastante eruzione del Vesuvio nel 1906. Successivamente la capitale italiana ospitò i Giochi nel 1960. Le gare sportive si svolsero contemporaneamente all'Esposizione franco-britannica, il cui scopo era quello di rafforzare l'Entente cordiale tra Regno Unito e Francia.
Mentre a Parigi nel 1900 e a Saint Louis nel 1904 le gare sportive furono in parte oscurate dalla rilevanza dell'Esposizione universale che si svolgeva contemporaneamente, nei giochi di Londra ebbero una visibilità maggiore: ciò in parte era dovuto alla concentrazione di gran parte delle gare nell'arco di due settimane in luglio e in un unico luogo.
Accanto a questi giochi estivi propriamente detti da fine aprile a metà giugno ebbero luogo le competizioni primaverili che riguardavano racquets, tennis, pallacorda e polo. Dalla fine di luglio fino alla fine di agosto ebbero luogo i "giochi nautici". Le competizioni si conclusero nella seconda metà di ottobre con le gare di pugilato, pattinaggio su ghiaccio, rugby, hockey su prato, calcio e lacrosse.

## Assegnazione
Quella di Londra in realtà furono la quinta edizione dei giochi olimpici dell'era moderna: seguirono infatti i cosiddetti giochi olimpici intermedi, tenutisi ad Atene nel 1906 in occasione del decennale dei primi giochi olimpici, e che, su richiesta di Pierre de Coubertin, presidente del Comitato Olimpico Internazionale, non entrarono nel conteggio ufficiale delle edizioni olimpiche. Con i giochi di Londra si ritornò dunque a quella cadenza quadriennale stabilita all'avvio dei giochi olimpici moderni.
Già nel 1901 il rappresentante del CIO tedesco aveva presentato la candidatura di Berlino come sede dei giochi del 1908. Nel marzo del 1903 la Federazione Ginnastica Italiana candidò la città di Roma, nel gennaio 1904 la candidatura venne sostenuta dall'amministrazione comunale conferendole carattere di ufficialità. Pierre de Coubertin non nascose di preferire Roma a Berlino e il 22 giugno 1904, in occasione di una riunione del CIO tenutasi a Londra, i rappresentanti tedeschi, che in patria non avevano ottenuto alcun appoggio ufficiale, ritirarono la candidatura della loro città e l'organizzazione dei giochi olimpici del 1908 venne quindi assegnata a Roma.
Il comitato organizzatore romano, dopo mesi di inattività, si sciolse nel 1906: l'eruzione del Vesuvio del 7 aprile, che si accompagnava alla crisi economica che l'Italia stava attraversando, determinò l'impossibilità di finanziare l'evento e l'Italia rinunciò all'organizzazione. Berlino non presentò una nuova candidatura e infine subentrò la British Olympic Association (BOA) offrendosi di organizzare i giochi a Londra. Il 24 novembre 1906 la BOA emise un comunicato stampa in cui annunciava ufficialmente che i giochi avrebbero avuto luogo nella capitale britannica.

## Sviluppo e preparazione

### Organizzazione

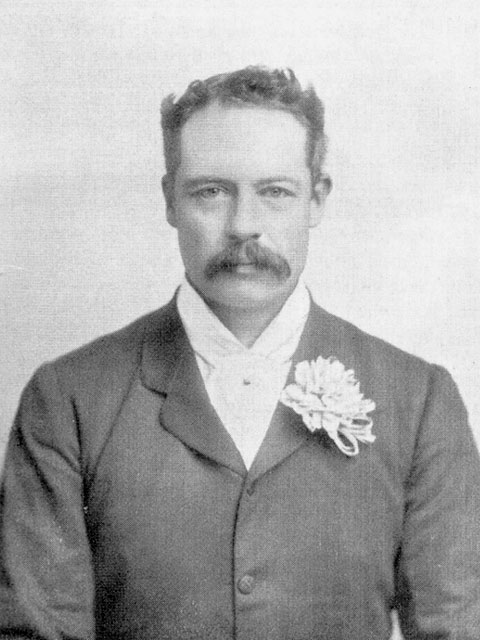
Lord Desborough, presidente del comitato organizzatore

Il 19 novembre 1906, cinque giorni prima dell'annuncio ufficiale, i vertici del BOA nominarono presidente del comitato organizzatore Lord Desborough. Vennero costituite cinque commissioni dedicate rispettivamente alle finanze, al programma, alla sistemazione degli atleti, ai rapporti con la stampa e all'organizzazione generale.
Inizialmente erano previste competizioni di 25 attività sportive tre delle quali vennero però in seguito eliminate (equitazione, volo col dirigibile e golf). Per molte attività sportive non esisteva ancora una federazione internazionale, per queste si decise di applicare i regolamenti delle rispettive federazioni britanniche.
Nell'estate del 1908 a Londra venne organizzata anche l'Esposizione franco-britannica, una grande fiera internazionale il cui scopo era quello di rafforzare l'Entente cordiale tra Regno Unito e Francia stipulata quattro anni prima. Sia Lord Desborough sia Pierre de Coubertin facevano parte anche del comitato organizzatore dell'esposizione, si presentò quindi l'opportunità di sfruttare delle sinergie nell'organizzazione e nelle manifestazioni.
A questo scopo gran parte delle gare sportive furono concentrate in due settimane nel mese di luglio in modo da focalizzare l'attenzione sull'evento sportivo che, nelle precedenti edizioni dei giochi olimpici, era divenuto una sorta di evento secondario delle contemporanee esposizioni.
L'area fieristica si trovava nella parte occidentale della città, in un'area chiamata White City (attualmente compresa nel borough di Hammersmith and Fulham). Per l'occasione vi venne costruito uno stadio, il White City Stadium, che fino agli anni venti veniva semplicemente chiamato "The Stadium". I lavori di costruzione iniziarono il 31 luglio 1907 e proseguirono per nove mesi. I costi di costruzione furono pari a £ 44.000 a carico della direzione dell'esposizione, la BOA si fece invece carico dei costi delle gare sportive. L'esposizione iniziò il 14 maggio, lo stesso giorno il principe di Galles entrò nello stadio e lo dichiarò completato. La prima manifestazione ospitata furono i campionati britannici di atletica leggera che ebbero luogo a fine giugno.

### Sedi di gara

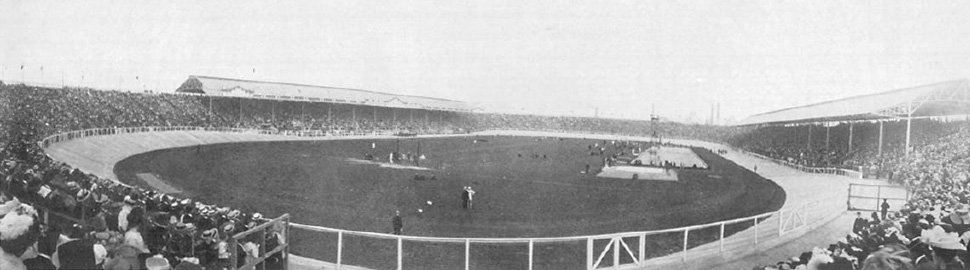
White City Stadium

Il White City Stadium, sede di gran parte delle gare, aveva 66.288 posti a sedere dei quali circa 20.000 erano coperti. Nella parte più esterna dell'area interna si trovava la pista di ciclismo in cemento, all'interno di questa vi era la pista di atletica con un anello lungo un terzo di un miglio, nella parte interna delle due curve si trovavano le pedane per i lanci e i salti, il campo per gli sport di squadra, una piscina non riscaldata con la piattaforma per i tuffi. Al White City Stadium si tennero le gare di tiro con l'arco, hockey su prato, calcio, lacrosse, ciclismo, lotta, rugby, nuoto, tiro alla fune, ginnastica, pallanuoto, tuffi e atletica leggera. Per la scherma venne allestita una grande tenda nella parte interna dello stadio.
Per le gare rimanenti l'organizzazione ricorse a impianti già esistenti: le gare primaverili si svolsero negli impianti di alcuni club sportivi esclusivi di Londra, gli incontri di polo presso l'Hurlingham Club, quelli di racquets, tennis e jeu de Paume presso il Queen's Club. Il tennis su prato era inizialmente previsto nel White City Stadium, il fondo era però troppo irregolare per cui vennero spostate presso l'All England Lawn Tennis and Croquet Club, lo stesso che tuttora ospita il torneo di Wimbledon. Le gare di tiro erano divise in due luoghi, il tiro con pistola e fucile a Bisley nel Surrey, il tiro al piattello nel Uxendon Shooting School Club a Harrow nella contea del Middlesex.
Le gare di canottaggio si svolsero sul Tamigi sulla tradizionale tratta della regata reale di Henley presso Henley-on-Thames. Per le regate di vela vennero scelte due località: le classi di imbarcazioni più piccole regatarono nel Solent davanti all'isola di Wight, le classi di dimensioni maggiori nel Firth of Clyde sulla costa occidentale della Scozia. Le barche a motore gareggiarono nel Southampton Water, uno stretto braccio di mare davanti alla città di Southampton.
Una delle palestre del Northampton Institute, dell'attuale City University, divenne la sede degli incontri di boxe. Presso il Prince's Skating Club a Knightsbridge vi era la possibilità di utilizzare una pista di pattinaggio su ghiaccio e quindi, 16 anni prima dell'avvio dei giochi olimpici invernali (prima edizione a Chamonix nel 1924), ai giochi estivi vi furono gare di uno sport invernale.

## I Giochi

### Paesi partecipanti

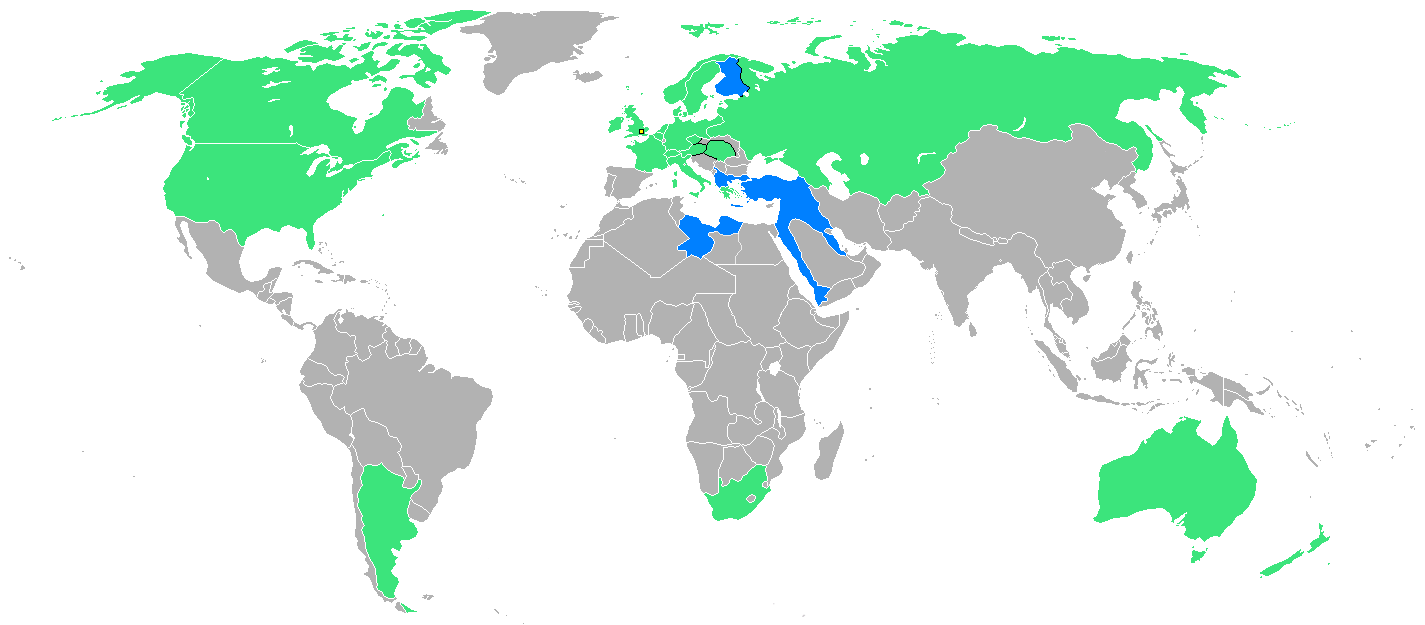
I paesi partecipanti, in blu quelli alla prima partecipazione

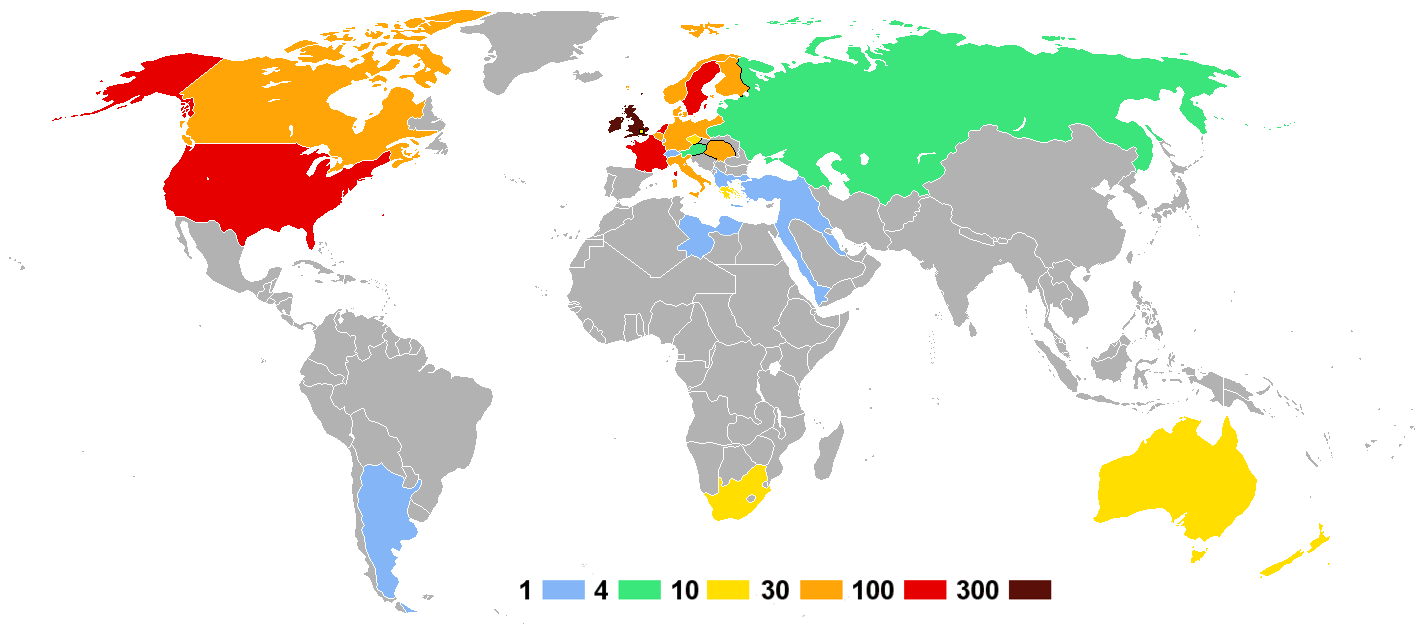
Numero di atleti presenti per paese

All'edizione londinese parteciparono 2.008 atleti, tra cui 37 donne, in rappresentanza di 22 paesi. La rappresentativa italiana era composta da 67 atleti.
Benché Boemia, Austria e Ungheria facessero parte dello stesso Stato (l'impero austro-ungarico) le statistiche dei risultati degli atleti furono separate. Nei risultati ungheresi vennero conteggiati anche i risultati degli atleti della Voivodina e della Slovacchia. Poco prima dell'inizio dei giochi il governo di Vienna chiese alle squadre di calcio della Boemia e dell'Ungheria e alle squadre di pallanuoto dell'Austria e dell'Ungheria di ritirarsi, erano temuti inasprimenti delle tendenze nazionaliste in occasione di eventuali scontri diretti fra le compagini.
25 atleti dell'Australia e quattro provenienti dalla Nuova Zelanda formarono la squadra congiunta chiamata Australasia con una bandiera ideata per l'occasione. Questa unione si ripeté in occasione dei giochi del 1912 mentre dal 1920 in poi i due stati presentarono squadre distinte. Nonostante l'unione personale Finlandia e Russia presentarono squadre distinte. Diversi atleti irlandesi si rifiutarono di gareggiare per il Regno Unito e chiesero la cittadinanza statunitense.
Per la prima volta prese parte ai giochi olimpici un atleta islandese aggregato alla squadra della Danimarca. L'Impero ottomano era rappresentato da un turco di origine greca, Aleko Moullos, il rapporto ufficiale lo cita come partecipante alla competizione a squadre di ginnastica, tra i risultati non è però citato il suo nome, per contro è certa la partecipazione di un atleta argentino, il pattinatore Hector Torromé residente in Inghilterra.
Le pochissime donne partecipanti erano coinvolte nelle gare di tiro con l'arco, pattinaggio, vela, tennis e nelle competizioni di imbarcazioni a motore. Vi furono delle esibizioni di ginnastica femminile a squadre ma erano solo a scopo dimostrativo.
Di seguito l'elenco dei paesi partecipanti con tra parentesi il numero di atleti:
- Argentina (1)
- Australasia (30)
- Austria (7)
- Belgio (88)
- Boemia (19)
- Canada (87)
- Danimarca (79)
- Finlandia (67)
- Francia (363)
- Germania (81)
- Grecia (20)
- Italia (68)
- Norvegia (69)
- Paesi Bassi (113)
- Regno Unito (676)
- Russia (6)
- Stati Uniti (112)
- Sudafrica (14)
- Svezia (168)
- Svizzera (1)
- Turchia (1)
- Ungheria (63)

### Discipline

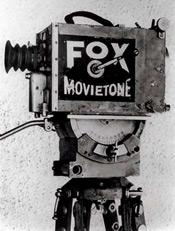
I Giochi di Londra (durata: 7'51".)

Le discipline presenti ai giochi di Londra furono 22:
| Sport                 | Disciplina            | Maschile | Femminile | Misti | Totali |
| --------------------- | --------------------- | -------- | --------- | ----- | ------ |
| Atletica leggera      | Atletica leggera      | 27       |           |       | 27     |
| Calcio                | Calcio                | 1        |           |       | 1      |
| Canottaggio           | Canottaggio           | 4        |           |       | 4      |
| Ciclismo              | Ciclismo              | 6        |           |       | 6      |
| Ginnastica            | Ginnastica            | 2        |           |       | 2      |
| Hockey su prato       | Hockey su prato       | 1        |           |       | 1      |
| Pallacorda            | Pallacorda            | 1        |           |       | 1      |
| Lacrosse              | Lacrosse              | 1        |           |       | 1      |
| Lotta                 | Lotta                 | 9        |           |       | 9      |
| Motonautica           | Motonautica           | 3        |           |       | 3      |
| Pattinaggio di figura | Pattinaggio di figura | 2        | 1         | 1     | 4      |
| Polo                  | Polo                  | 1        |           |       | 1      |
| Pugilato              | Pugilato              | 5        |           |       | 5      |
| Racquets (dettagli)   | Racquets (dettagli)   | 2        |           |       | 2      |
| Rugby                 | Rugby                 | 1        |           |       | 1      |
| Scherma               | Scherma               | 4        |           |       | 4      |
| Sport acquatici       | Nuoto (dettagli)      | 6        |           |       | 6      |
| Sport acquatici       | Pallanuoto (dettagli) | 1        |           |       | 1      |
| Sport acquatici       | Tuffi (dettagli)      | 2        |           |       | 2      |
| Sport acquatici       | Totale                | 9        |           |       | 9      |
| Tennis                | Tennis                | 4        | 2         |       | 6      |
| Tiro                  | Tiro                  | 15       |           |       | 15     |
| Tiro alla fune        | Tiro alla fune        | 1        |           |       | 1      |
| Tiro con l'arco       | Tiro con l'arco       | 2        | 1         |       | 3      |
| Vela                  | Vela                  | 4        |           |       | 4      |
| Totale (22 sport)     | (24 discipline)       | 105      | 4         | 1     | 110    |

### Calendario degli eventi

#### "Giochi primaverili"
|  | Competizioni |  | Finali |

| Aprile / Maggio | Aprile / Maggio | Lun | Mar | Mer | Gio | Ven | Sab | Dom | Lun | Mar | Mer | Gio | Ven | Sab | Dom | Lun | Totale |
| Aprile / Maggio | Aprile / Maggio | 27  | 28  | 29  | 30  | 1   | 2   | 3   | 4   | 5   | 6   | 7   | 8   | 9   | 10  | 11  | Totale |
| --------------- | --------------- | --- | --- | --- | --- | --- | --- | --- | --- | --- | --- | --- | --- | --- | --- | --- | ------ |
| Racquets        | Racquets        |     |     | 1   |     | 1   |     |     |     |     |     |     |     |     |     |     | 2      |
| Tennis (indoor) | Tennis (indoor) |     |     |     |     |     |     |     |     |     |     |     |     | 1   |     | 2   | 3      |

| Maggio     | Maggio     | Lun | Mar | Mer | Gio | Ven | Sab | Totale |
| Maggio     | Maggio     | 18  | 19  | 20  | 21  | 22  | 23  | Totale |
| ---------- | ---------- | --- | --- | --- | --- | --- | --- | ------ |
| Pallacorda | Pallacorda |     |     |     |     |     | 1   | 1      |

| Giugno | Giugno | Lun | Mar | Mer | Gio | Totale |
| Giugno | Giugno | 18  | 19  | 20  | 21  | Totale |
| ------ | ------ | --- | --- | --- | --- | ------ |
| Polo   | Polo   |     |     |     | 1   | 1      |

#### Giochi estivi
| ● | Cerimonia d'apertura |  | Competizioni |  | Finali | G | Galà della ginnastica | ● | Cerimonia di chiusura |

| Luglio                | Luglio                | Lun | Mar | Mer | Gio | Ven | Sab | Dom | Lun | Mar | Mer | Gio | Ven | Sab | Dom | Lun | Mar | Mer | Gio | Ven | Sab | Totale |
| Luglio                | Luglio                | 6   | 7   | 8   | 9   | 10  | 11  | 12  | 13  | 14  | 15  | 16  | 17  | 18  | 19  | 20  | 21  | 22  | 23  | 24  | 25  | Totale |
| --------------------- | --------------------- | --- | --- | --- | --- | --- | --- | --- | --- | --- | --- | --- | --- | --- | --- | --- | --- | --- | --- | --- | --- | ------ |
| Cerimonia d'apertura  | Cerimonia d'apertura  |     |     |     |     |     |     |     | ●   |     |     |     |     |     |     |     |     |     |     |     |     |        |
| Atletica leggera      | Atletica leggera      |     |     |     |     |     |     |     |     | 3   | 2   | 2   | 2   | 4   |     | 1   | 2   | 3   | 3   | 2   | 3   | 27     |
| Ciclismo              | Ciclismo              |     |     |     |     |     |     |     |     | 1   | 2   |     | 1   | 2   |     |     |     |     |     |     |     | 6      |
| Ginnastica            | Ginnastica            |     |     |     |     |     |     |     |     |     | 1   | 1   |     |     |     |     |     |     |     |     |     | 2      |
| Lotta                 | Lotta                 |     |     |     |     |     |     |     |     |     |     |     |     |     |     | 2   |     | 3   | 1   | 1   | 2   | 9      |
| Nuoto                 | Nuoto                 |     |     |     |     |     |     |     |     |     |     |     | 1   | 1   |     | 2   |     |     |     | 1   | 1   | 6      |
| Pallanuoto            | Pallanuoto            |     |     |     |     |     |     |     |     |     |     |     |     |     |     |     |     | 1   |     |     |     | 1      |
| Scherma               | Scherma               |     |     |     |     |     |     |     |     |     |     |     |     |     |     |     |     |     |     | 4   |     | 4      |
| Tennis (outdoor)      | Tennis (outdoor)      |     |     |     |     |     | 3   |     |     |     |     |     |     |     |     |     |     |     |     |     |     | 3      |
| Tiro                  | Tiro                  |     |     |     | 3   | 6   | 6   |     |     |     |     |     |     |     |     |     |     |     |     |     |     | 15     |
| Tiro alla fune        | Tiro alla fune        |     |     |     |     |     |     |     |     | 1   |     |     |     |     |     |     |     |     |     |     |     | 1      |
| Tiro con l'arco       | Tiro con l'arco       |     |     |     |     |     |     |     |     |     |     |     |     | 2   |     | 1   |     |     |     |     |     | 3      |
| Tuffi                 | Tuffi                 |     |     |     |     |     |     |     |     |     |     |     |     | 1   |     |     |     |     |     | 1   |     | 2      |
| Cerimonia di chiusura | Cerimonia di chiusura |     |     |     |     |     |     |     |     |     |     |     |     |     |     |     |     |     |     |     | ●   |        |
| Medaglie              | Medaglie              |     |     |     | 3   | 6   | 9   |     |     | 5   | 5   | 3   | 4   | 10  |     | 6   | 2   | 7   | 4   | 9   | 6   | 79     |
| Luglio                | Luglio                | Lun | Mar | Mer | Gio | Ven | Sab | Dom | Lun | Mar | Mer | Gio | Ven | Sab | Dom | Lun | Mar | Mer | Gio | Ven | Sab | Totale |
| Luglio                | Luglio                | 6   | 7   | 8   | 9   | 10  | 11  | 12  | 13  | 14  | 15  | 16  | 17  | 18  | 19  | 20  | 21  | 22  | 23  | 24  | 25  | Totale |

#### Attività nautiche
|  | Competizioni |  | Finali |

| Luglio      | Luglio      | Lun | Mar | Mer | Gio | Ven | Sab | Dom | Lun | Mar | Mer | Gio | Ven | Sab | Dom | Lun | Mar | Mer | Totale |
| Luglio      | Luglio      | 27  | 28  | 29  | 30  | 31  | 1   | 2   | 3   | 4   | 5   | 6   | 7   | 8   | 9   | 10  | 11  | 12  | Totale |
| ----------- | ----------- | --- | --- | --- | --- | --- | --- | --- | --- | --- | --- | --- | --- | --- | --- | --- | --- | --- | ------ |
| Canottaggio | Canottaggio |     |     |     |     | 4   |     |     |     |     |     |     |     |     |     |     |     |     | 4      |
| Vela        | Vela        |     |     | 3   |     |     |     |     |     |     |     |     |     |     |     |     |     | 1   | 4      |

| Agosto      | Agosto      | Ven | Sab | Totale |
| Agosto      | Agosto      | 28  | 29  | Totale |
| ----------- | ----------- | --- | --- | ------ |
| Motonautica | Motonautica |     | 3   | 3      |

#### "Giochi invernali"
|  | Competizioni |  | Finali |

| Ottobre               | Ottobre               | Lun | Mar | Mer | Gio | Ven | Sab | Dom | Lun | Mar | Mer | Gio | Ven | Sab | Totale |
| Ottobre               | Ottobre               | 19  | 20  | 21  | 22  | 23  | 24  | 25  | 26  | 27  | 28  | 29  | 30  | 31  | Totale |
| --------------------- | --------------------- | --- | --- | --- | --- | --- | --- | --- | --- | --- | --- | --- | --- | --- | ------ |
| Calcio                | Calcio                |     |     |     |     |     | 1   |     |     |     |     |     |     |     | 1      |
| Hockey su prato       | Hockey su prato       |     |     |     |     |     |     |     |     |     |     |     |     | 1   | 1      |
| Lacrosse              | Lacrosse              |     |     |     |     |     | 1   |     |     |     |     |     |     |     | 1      |
| Pattinaggio di figura | Pattinaggio di figura |     |     |     |     |     |     |     |     |     |     | 4   |     |     | 4      |
| Pugilato              | Pugilato              |     |     |     |     |     |     |     |     | 5   |     |     |     |     | 5      |
| Rugby                 | Rugby                 | 1   |     |     |     |     |     |     |     |     |     |     |     |     | 1      |
| Banchetto finale      | Banchetto finale      |     |     |     |     |     |     |     |     |     |     |     |     | ●   |        |
| Medaglie              | Medaglie              | 1   |     |     |     |     | 2   |     |     | 5   |     | 4   |     | 1   | 13     |
| Ottobre               | Ottobre               | Lun | Mar | Mer | Gio | Ven | Sab | Dom | Lun | Mar | Mer | Gio | Ven | Sab | Totale |
| Ottobre               | Ottobre               | 19  | 20  | 21  | 22  | 23  | 24  | 25  | 26  | 27  | 28  | 29  | 30  | 31  | Totale |

### Cerimonia di apertura

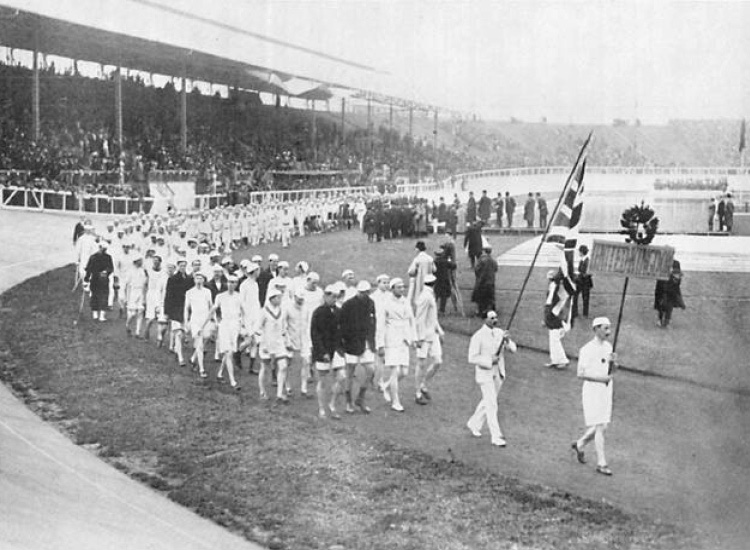
Ingresso degli atleti britannici durante la cerimonia di apertura

Le competizioni sportive iniziarono il 27 aprile senza particolari celebrazioni per l'avvio dei giochi, la cerimonia di apertura ufficiale si tenne il 13 luglio in occasione dell'avvio delle due settimane dedicate alle competizioni estive. Tra gli ospiti d'onore vi erano i rappresentanti della famiglia reale britannica, i principi ereditari della Grecia e della Svezia, il marajà del Nepal, numerosi rappresentanti della nobiltà inglese e gli ambasciatori di Francia, Russia, Austria e Stati Uniti.
Alle 15:00 iniziò l'ingresso nel White City Stadium degli atleti, raggruppati per nazione e in rigoroso ordine alfabetico. Le squadre erano precedute da un cartello con il nome dello Stato e dal portabandiera. Gli atleti furono invitati a presentarsi nell'abbigliamento utilizzato per le competizioni, i militari dell'esercito britannico si presentarono in uniforme.
Le squadre si schierarono nella parte interna dello stadio, rivolte verso la tribuna reale. Davanti agli atleti si raggrupparono i rappresentanti del Comitato Olimpico e del BOA insieme al comitato d'onore. Il sovrano si alzò e proclamò la formula di apertura dei giochi:
„I declare the Olympic Games of London open.“
La banda dei Grenadier Guards suonò l'inno britannico e le bandiere si abbassarono davanti al sovrano; fece eccezione Ralph Rose, il portabandiera statunitense, che rilevando l'assenza del vessillo USA tra quelli issati intorno allo stadio si rifiutò di abbassare la sua bandiera. Dall'evidente errore dell'organizzazione (mancava anche la bandiera svedese) nacque la consuetudine che nelle cerimonie di apertura dei giochi olimpici il portabandiera statunitense non abbassa mai il suo vessillo (nel 1932 ciò venne formalizzato dal Congresso che emise una legge che vieta esplicitamente l'abbassamento della bandiera di fronte a persone o oggetti).
Dopo aver reso onore al sovrano gli atleti lasciarono lo stadio e presero avvio le competizioni, si iniziò con le batterie dei 1500 m.

### Cerimonia di chiusura

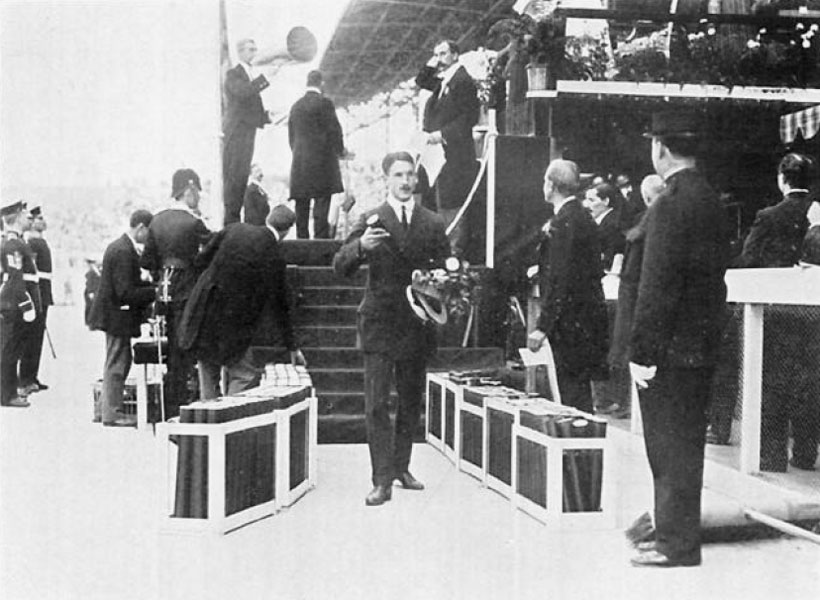
Wyndham Halswelle, vincitore dei 400 m, ha appena ricevuto la medaglia dalla regina Alexandra

Il pomeriggio di sabato 25 luglio si tenne la cerimonia di chiusura delle settimane estive. Nella prima fase della cerimonia, dalle 14:15 alle 15:30, vennero premiati i secondi e terzi piazzati, vennero consegnati i diplomi d'onore e le medaglie commemorative, con l'accompagnamento delle bande delle Irish Guards e delle Grenadier Guards, che suonavano inni nazionali e canzoni popolari degli Stati di origine dei premiati. Le medaglie furono consegnate dalla duchessa di Rutland, dalla contessa di Westminster e da Lady Desborough (moglie del presidente del comitato organizzatore).
Durante e dopo questa prima fase vennero effettuate diverse dimostrazioni di altri sport, alle 16:15 si concluse l'ultima competizione, la staffetta olimpica, e iniziò il conferimento delle medaglie d'oro. I vincitori si recarono singolarmente presso la regina Alessandra per ricevere, dalle sue mani, la medaglia d'oro che conferì anche diversi altri premi, al termine tutti i vincitori si riunirono nella tribuna reale, resero onore alla sovrana e la cerimonia terminò con l'inno nazionale britannico.

## Medagliere
Nazione ospitante 
| Pos.   | Paese         | Oro | Argento | Bronzo | Totale |
| ------ | ------------- | --- | ------- | ------ | ------ |
| 1      | Gran Bretagna | 56  | 51      | 39     | 146    |
| 2      | Stati Uniti   | 23  | 12      | 12     | 47     |
| 3      | Svezia        | 8   | 6       | 11     | 25     |
| 4      | Francia       | 5   | 5       | 9      | 19     |
| 5      | Germania      | 3   | 5       | 5      | 14     |
| 6      | Ungheria      | 3   | 4       | 2      | 9      |
| 7      | Canada        | 3   | 3       | 10     | 16     |
| 8      | Norvegia      | 2   | 3       | 3      | 8      |
| 9      | Italia        | 2   | 2       | 0      | 4      |
| 10     | Belgio        | 1   | 5       | 2      | 8      |
| 11     | Australasia   | 1   | 2       | 2      | 5      |
| 12     | Russia        | 1   | 2       | 0      | 3      |
| 13     | Finlandia     | 1   | 1       | 3      | 5      |
| 14     | Sudafrica     | 1   | 1       | 0      | 2      |
| 15     | Grecia        | 0   | 3       | 1      | 3      |
| 16     | Danimarca     | 0   | 2       | 3      | 5      |
| 17     | Boemia        | 0   | 0       | 2      | 2      |
| 17     | Paesi Bassi   | 0   | 0       | 2      | 2      |
| 19     | Austria       | 0   | 0       | 1      | 1      |
| Totale | Totale        | 110 | 107     | 107    | 324    |